# Фонг сенчење
У 3Д компјутерској графици,Фонг сенчење је техника интерполације за површинско сенчење коју је изумео пионир компјутерске графике Буи Туонг Фонг. Такође се назива и Фонг интерполација,  или нормално-векторско интерполационо сенчење.  Интерполира површинске нормале преко растеризованих полигона и израчунава боје пиксела на основу интерполираних нормала и модела рефлексије. Фонг сенчење се такође може односити на специфичну комбинацију Фонг интерполације и Фонгов модел рефлексије.

## Историја
Фонг сенчење и Фонгов модел рефлексије развио је Буи Туонг ФонгБуи Туонг Фонг на Универзитету у Јути, који их је објавио у својој докторској дисертацији из 1973.   и раду из 1975. године.  Фонгове методе су се сматрале радикалним у време њиховог увођења, али су од тада постале де факто основни метод сенчења за многе апликације за рендеровање. Пхонгове методе су се показале популарним због њиховог генерално ефикасног коришћења времена израчунавања по приказаном пикселу.

## Фонгова интерполација
Пхонг сенчење побољшава Гоурауд сенчење и обезбеђује бољу апроксимацију сенчења глатке површине. Фонг сенчење претпоставља глатко променљив вектор нормале површине. Метода Фонг интерполације ради боље од Гоураудовог сенчења када се примени на модел рефлексије који има мале спекуларно истицање као што је модел рефлексије Фонг.
Најозбиљнији проблем са Гоураудовим сенчењем настаје када се спекуларно истицање нађе у средини великог полигона. Пошто су ово спекуларно истицање одсутно из врхова полигона и интерполација Гоураудовог сенчења на основу боја темена, спекуларно |истицање ће недостајати у унутрашњости полигона. Овај проблем је поправљен Фонговим сенчењем.
За разлику од Гоураудовог сенчења, које интерполира боје преко полигона, у Фонг сенчењу нормални вектор је линеарно интерполиран преко површине полигона од нормала врха полигона. Нормална површина се интерполира и нормализује на сваком пикселу, а затим се користи у моделу рефлексије, нпр. Фонгов модел рефлексије, да би се добила коначна боја пиксела. Фонг сенчење је рачунарски скупље од Гоураудовог сенчења јер се модел рефлексије мора израчунати на сваком пикселу уместо на сваком врху.
У модерном графичком хардверу, варијанте овог алгоритма се имплементирају помоћу пикселних или фрагментних шејдера.

## Фонгов модел рефлексије
Фонг сенчење се такође може односити на специфичну комбинацију Фонг интерполације и Фонговог модела рефлексије, који је емпиријски модел локалног осветљења. Описује начин на који површина рефлектује светлост као комбинацију дифузне рефлексије грубих површина са зрцалним одразом сјајних површина. Заснован је на неформалном запажању Буи Туонг Фонга да сјајне површине имају мале интензивне спекуларне нагласке, док затамњене површине имају велике нагласке које постепено опадају. Модел рефлексије такође укључује амбијентални термин који узима у обзир малу количину светлости која је распршена по целој сцени.